# Louisville, Georgia
Louisville är en stad i den amerikanska delstaten Georgia med en yta av 9,4 km² och en folkmängd, som uppgår till 2 712 invånare (2000). Louisville är administrativ huvudort i Jefferson County. Louisville var Georgias huvudstad 1796-1806. Huvudstaden flyttades till Milledgeville.